# Натуральна школа
Натуральна школа — умовна назва початкового етапу розвитку реалізму в російській літературі 1840-х років, що виник під впливом творчості Миколи Васильовича Гоголя. Вона не була літературним об'єднанням з чітко оформленою програмою і членством, вона представляла собою неформальне об'єднання молодих прозаїків, які зібралися під ідейним впливом Віссаріона Бєлінського в журналі «Вітчизняні записки». До «натуральної школи» зараховували Тургенєва і Достоєвського, Григоровича, Герцена, Гончарова, Некрасова, Панаєва, Даля, Чернишевського, Салтикова-Щедріна та інших.